# Museo Nacional de Arte de Cataluña
El Museo Nacional de Arte de Cataluña (oficialmente en catalán: Museu Nacional d'Art de Catalunya, también conocido por sus siglas MNAC) está situado en el Palacio Nacional, distrito de Sants-Montjuïc, Barcelona (España). Destaca por su colección de arte románico, considerada una de las más completas del mundo. Su director es José Serra Villalba.
El actual museo se constituyó en 1990 con la unión de las colecciones del Museo de Arte Moderno, creado en 1945, y el Museo de Arte Románico de Cataluña, inaugurado en 1934. A las piezas procedentes de estos museos se les añadieron una nueva sección de numismática, otra de grabados así como los fondos de la Biblioteca General de Historia del Arte. Más tarde, en 1996, se añadió un nuevo departamento dedicado a la fotografía. En 2006 el fondo del museo poseía ya casi 250 000 obras en las diferentes colecciones. Además de las exposiciones temporales y de las itinerantes, el museo realiza también otras funciones como son las de estudio, conservación y restauración de obras de arte.
El MNAC es un consorcio constituido por la Generalidad de Cataluña, el Ayuntamiento de Barcelona y, desde principios de 2005, la Administración General del Estado. En el patronato del museo están representadas, además de las administraciones públicas, los particulares y las entidades privadas que colaboran con el museo.
La sede principal se encuentra ubicada en el Palacio Nacional, edificio situado en la montaña de Montjuic, inaugurado en 1929 con motivo de la Exposición Internacional celebrada en la Ciudad Condal.

## El Palacio Nacional de Montjuic
El llamado Palacio Nacional se construyó para la Exposición Internacional de 1929, dedicado a una exposición de arte español con más de 5000 obras procedentes de todo el territorio nacional. En su Salón Oval se efectuó la ceremonia de inauguración de la Exposición, presidida por Alfonso XIII y la reina Victoria Eugenia. El proyecto fue de Eugenio Cendoya, Enric Catà y Pere Domènech i Roura. Construido entre 1926 y 1929, tiene una superficie de 32 000 m². Las cascadas y surtidores de la escalinata del Palacio fueron obra de Carles Buïgas, y se colocaron nueve grandes proyectores que aún hoy emiten unos intensos haces de luz que escriben el nombre de la ciudad en el cielo. La rapidez de la construcción y la modestia de los materiales explican que el edificio fuese acusando deficiencias en cuanto a consistencia, que requerirían importantes obras cuando fue adaptado como sede del Museo de Arte de Cataluña (1934).

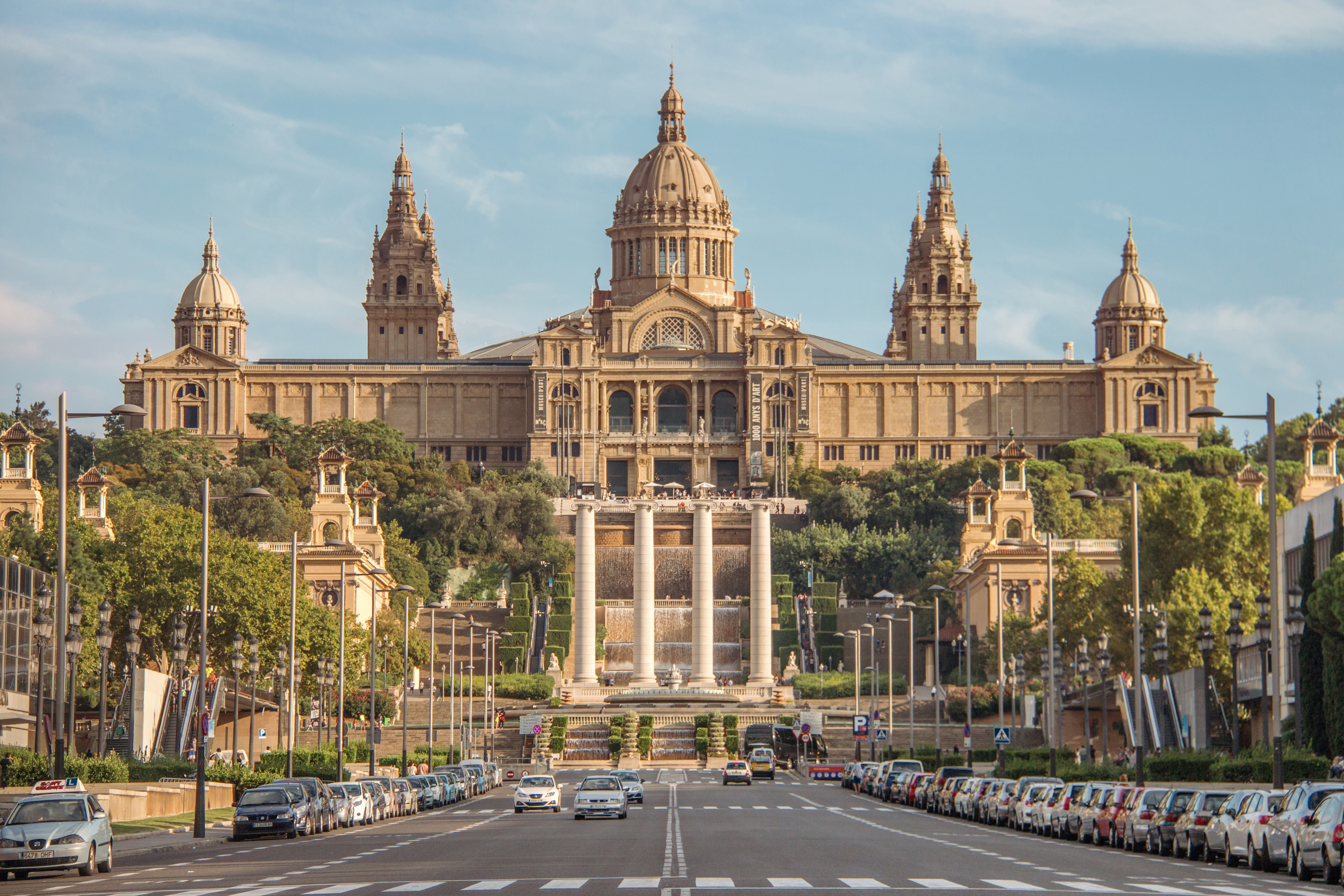
Palacio Nacional, sede del museo

Su estilo arquitectónico puede definirse de ecléctico o de revival historicista según el gusto que predominaba en la época, especialmente en edificaciones con fines conmemorativos y grandilocuentes. Se fusionaron elementos del renacimiento y del barroco a fin de intentar combinar lo más típico y reconocible de España con el clasicismo que era norma en edificios públicos. Así, la cúpula central puede recordar a la basílica de San Pedro de la Ciudad del Vaticano y a la catedral de San Pablo de Londres, mientras que las torres laterales son casi calcadas de la Giralda de Sevilla. Frente a estos elementos verticales de cierta armonía y ligereza, el cuerpo del edificio resulta macizo, con forma de cajón y sin apenas ventanas, lo que le da un efecto de cierta pesadez.
Curiosamente, esta aparente solidez no se correspondía con el interior, que fue acusando problemas de sustentación. La arquitecta italiana Gae Aulenti fue convocada, en los años 80, para atajar estos problemas y además para adaptar los amplios espacios interiores, de altos techos, a sus funciones como salas de exposiciones. Las obras se alargaron por complicaciones técnicas y se abordaron en varias fases, por lo que con motivo de las Juegos Olímpicos de 1992 solo pudo presentarse una prefiguración del futuro museo. Se dieron por concluidas en 2004, con las nuevas salas del siglo XIX y el depósito del Museo Thyssen-Bornemisza, al que se sumó en 2005 otro préstamo de obras de la Colección Carmen Thyssen-Bornemisza.
En su decoración —de estilo novecentista, contrariamente al clasicismo de la obra arquitectónica—, intervinieron diversos artistas: en escultura, Enric Casanovas realizó El Trabajo y La Religión en las pechinas del Salón de Pasos Perdidos, La Arqueología en la escalera de honor y Occidente en una de las cúpulas secundarias; Josep Dunyach fue autor de El Arte, en la escalera de honor, Oriente en otra de las cúpulas secundarias, y La Fuerza y La Ley en el Salón de Pasos Perdidos; Frederic Marès y Josep Llimona realizaron las estatuas ubicadas en la escalinata de acceso al Palacio. En pintura: Francesc d'Assís Galí realizó las pinturas al fresco de la cúpula central, Josep de Togores decoró el tambor de la cúpula, Manuel Humbert intervino en las pechinas, Josep Obiols en las lunetas, Joan Colom decoró el Salón del Té y Francesc Labarta el Salón del Trono.

## Colección

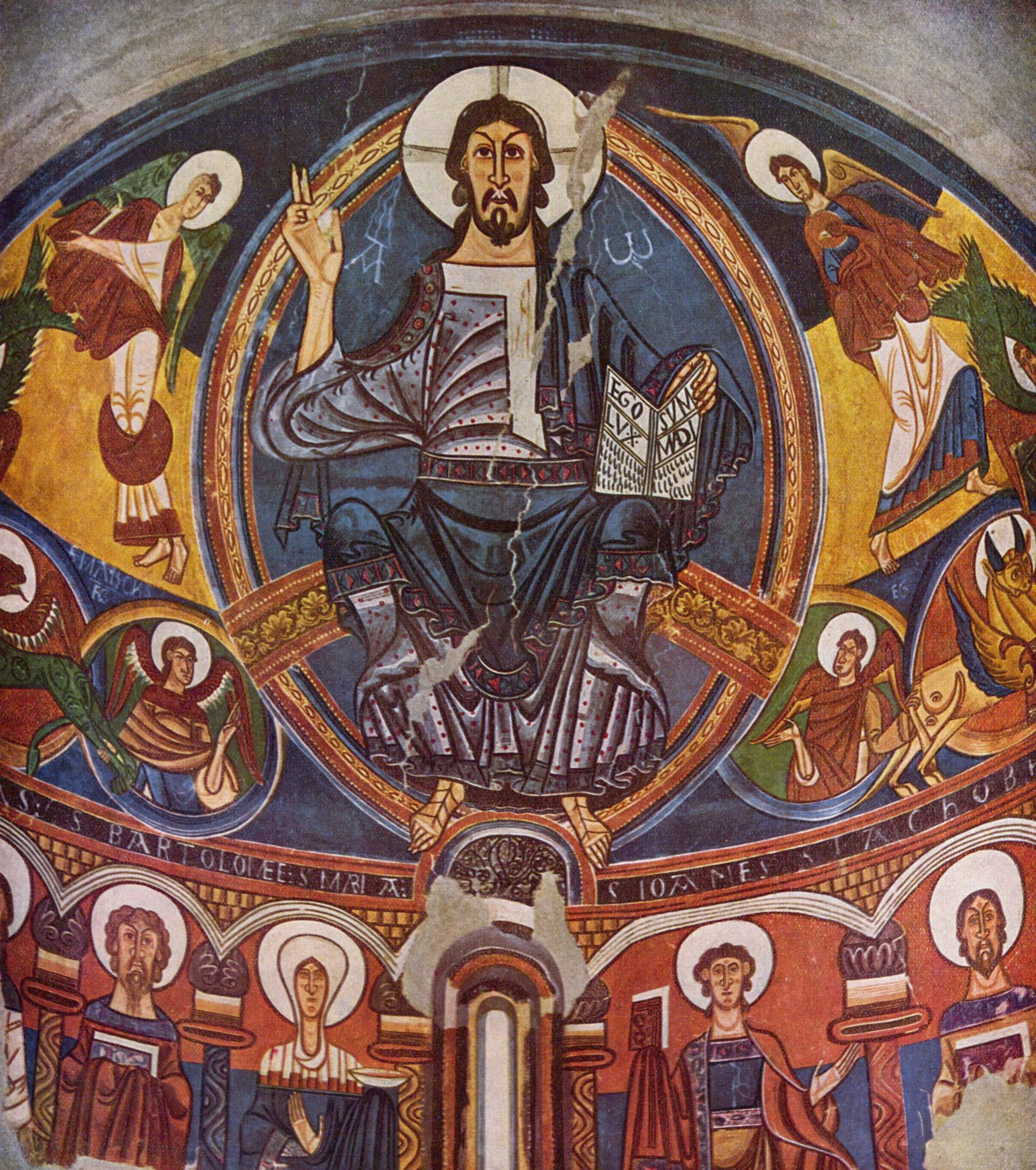
Pantocrátor de Sant Climent de Taüll, obra cumbre del románico catalán en el MNAC

Majestad Batlló

Virgen de Ger

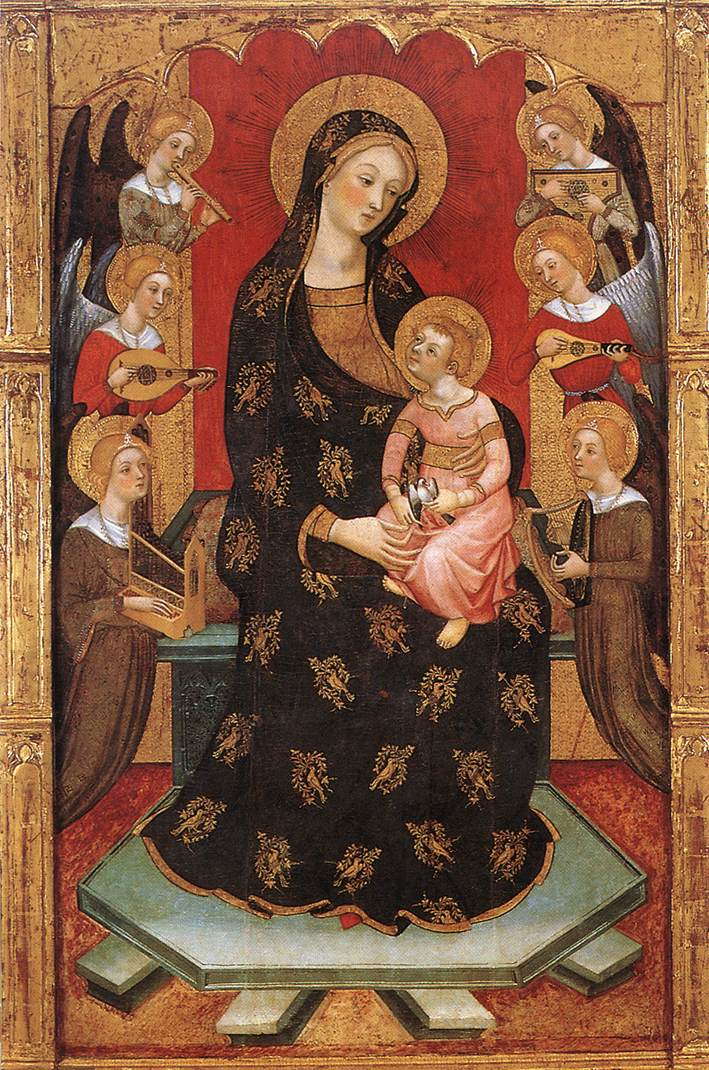
Virgen de los Ángeles de Pere Serra

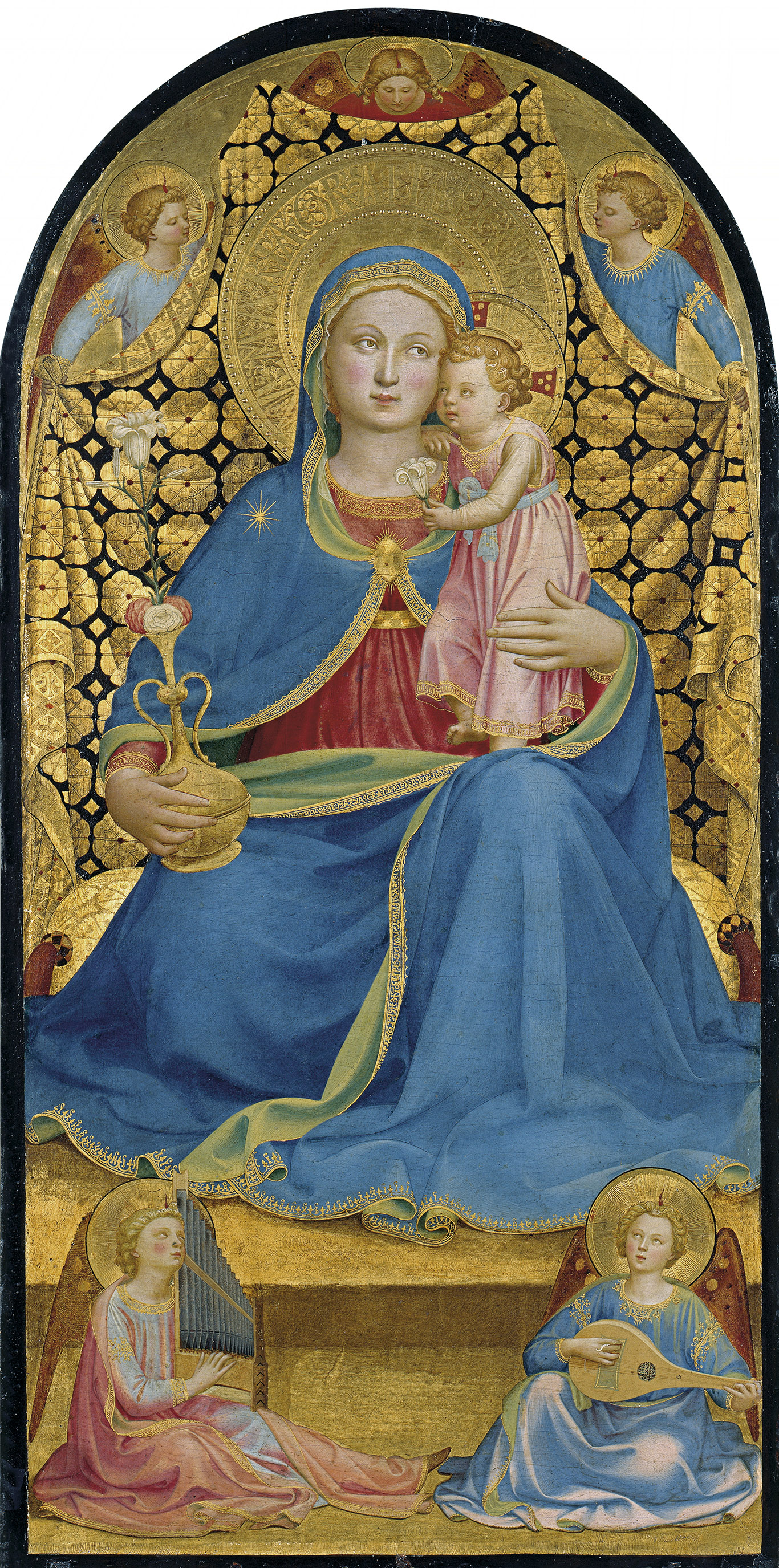
Virgen de la Humildad, cuadro de Fra Angelico (depósito del Museo Thyssen-Bornemisza)

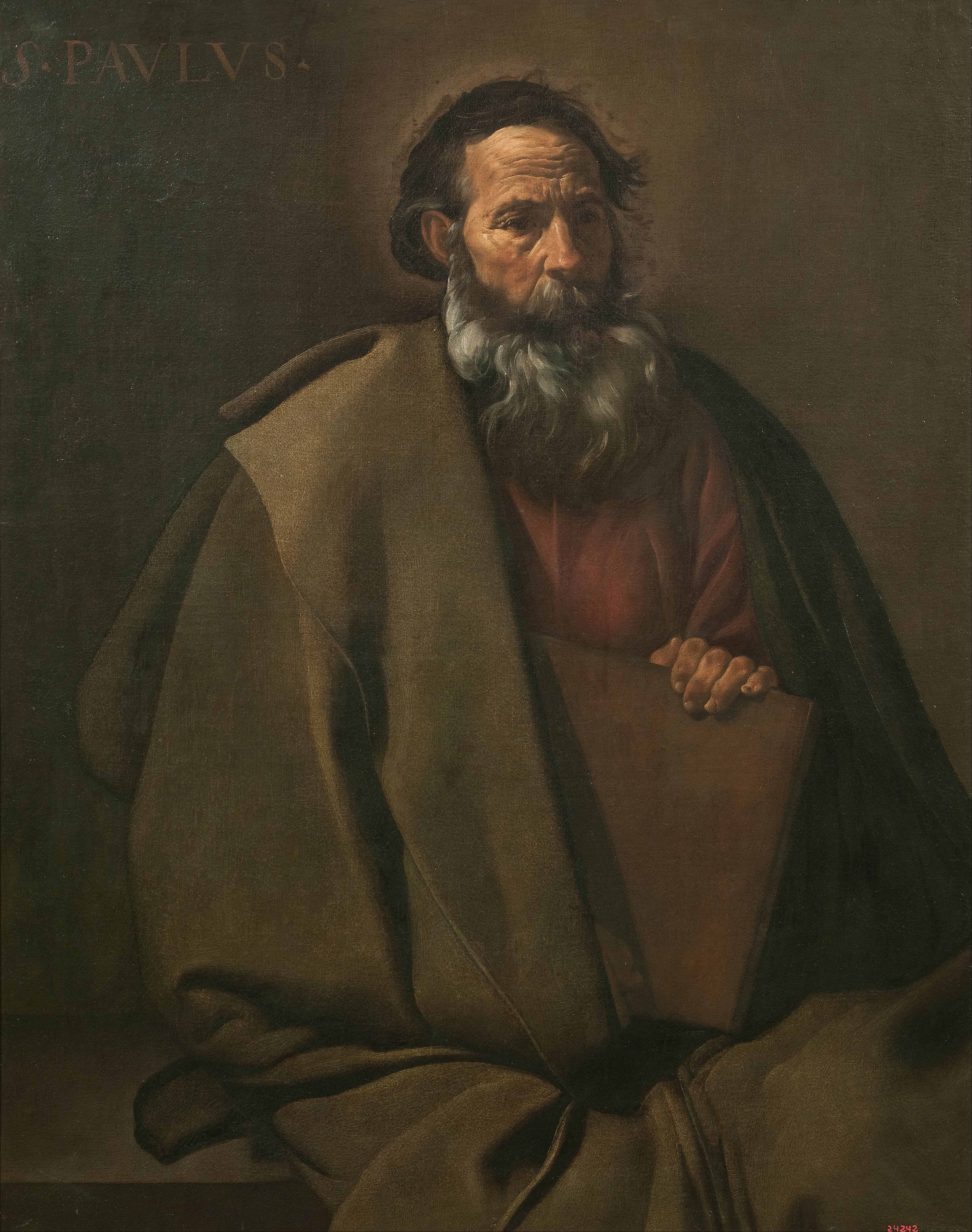
San Pablo de Diego Velázquez

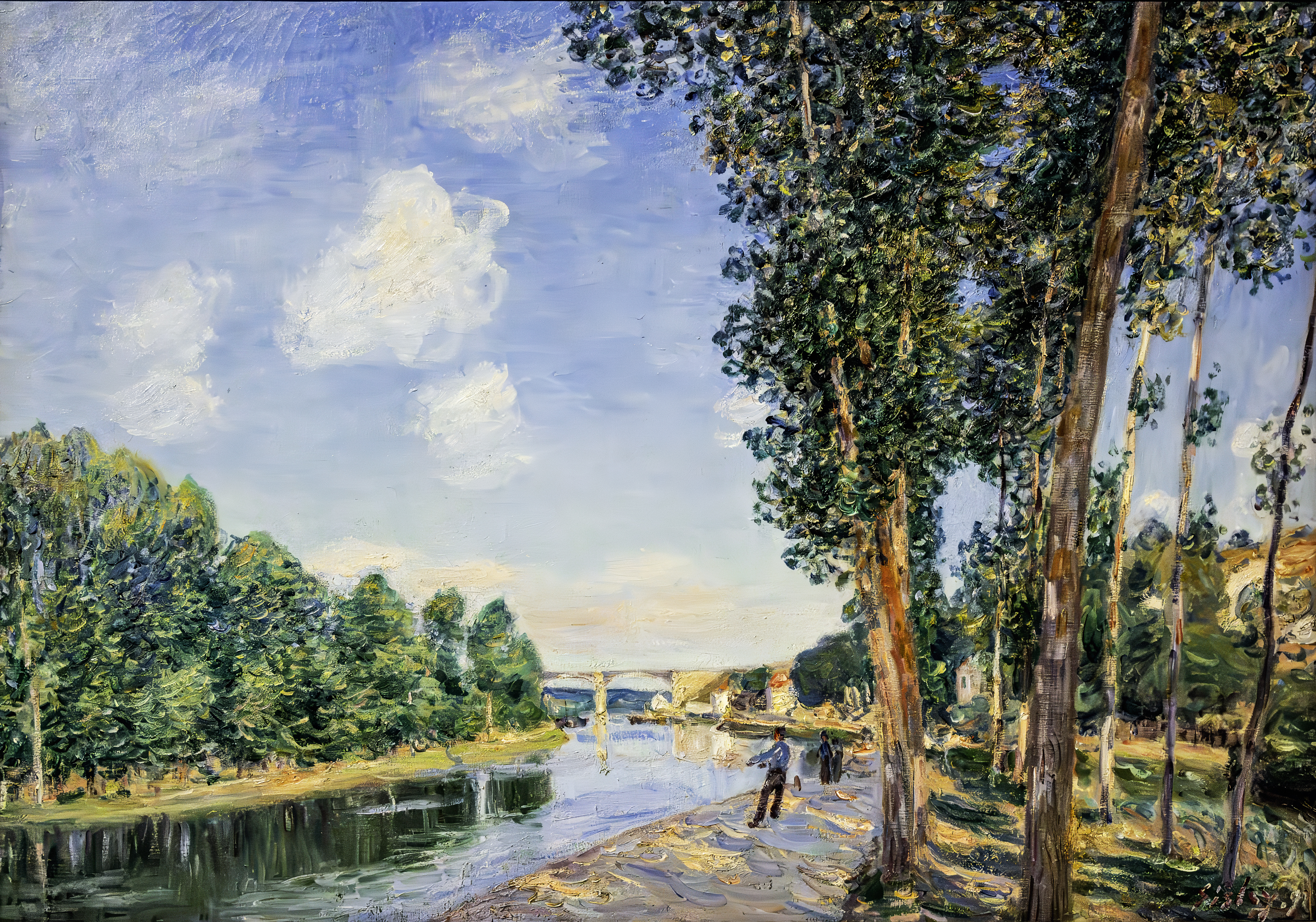
El recodo del Loing de Alfred Sisley

De entre todas las colecciones del museo sobresale la de arte románico. El museo expone una serie de pinturas murales que la convierten en única en el mundo; fueron extraídas de sus templos originales gracias a una técnica de transposición de soporte llamada strappo. También se muestran diversas tallas en madera, piezas de orfebrería, esmaltes y esculturas en piedra. La mayoría de las piezas son muestras del arte románico en Cataluña y en Aragón.
Del periodo gótico el museo muestra piezas realizadas mediante diversas técnicas que sirven para ilustrar este periodo histórico en Cataluña. En la sección dedicada al Renacimiento y al Barroco destacan dos tablas de Bartolomé Bermejo, un Martirio de san Bartolomé pintado por Ribera, una Inmaculada de Zurbarán y un célebre San Pablo de Velázquez, una de las escasas pinturas seguras de dicho artista conservadas fuera del Museo del Prado. Con todo, esta sección del museo resultaba incompleta y mejoró considerablemente con la colección particular de Francesc Cambó y un depósito del Museo Thyssen-Bornemisza.
La Colección Cambó fue donada de forma desinteresada. Entre dichas obras, destacan pinturas de Sebastiano del Piombo, Rubens, el retrato Jean-Claude Richard, l'abbé de Saint-Non, vestido a la española de Fragonard, dos Escenas venecianas de Giovanni Domenico Tiepolo y una curiosa mitología, Cupido y Psique, de Francisco de Goya.
El MNAC acoge desde el año 2004 obras de la colección Thyssen-Bornemisza, depositadas por el museo de Madrid como respuesta a un convenio suscrito en 1986 entre el barón Hans Heinrich Thyssen-Bornemisza y Pasqual Maragall. Las obras se colgaron inicialmente (1993) en el Monasterio de Pedralbes pero se decidió trasladarlas al MNAC para facilitar las visitas del público. Se muestran pinturas de los periodos comprendidos entre el periodo gótico y el rococó, con ejemplos de autores inusuales en colecciones catalanas como Fra Angelico, Lorenzo Monaco, Lucas Cranach, Ludovico Carracci, Canaletto y Giambattista Pittoni (El descanso en la huida a Egipto).
Desde 2005, el museo acoge también algunas obras de pintura catalana de la Colección Carmen Thyssen-Bornemisza, cedidas en depósito gratuito. Entre ellas, se encuentran obras de Mariano Fortuny, Luis Graner, Ramón Casas, Joaquín Mir, Hermen Anglada Camarasa, Joaquín Torres García o Antoni Tàpies. A fin de darles mejor acomodo y acompañarlas de más piezas, la baronesa Thyssen y el museo llegaron a un acuerdo en 2012 que estipulaba su reubicación en el vecino Pabellón de Victoria Eugenia, enclavado a los pies del edificio principal; pero este proyecto parece haberse descartado después.
El fondo de los siglos XIX y XX es muy variado, y alcanza categoría referencial en lo tocante al Modernismo catalán. Destacan varias obras maestras de Fortuny, y ejemplos de Isidro Nonell, Gaudí, José Gutiérrez Solana, Salvador Dalí, e incluso un paisaje impresionista de Alfred Sisley. Recientemente el MNAC ha incorporado varias obras de Pablo Picasso, de entre las que cabe destacar Mujer con sombrero y cuello de piel, recibida como donación por pago de impuestos. En 2014 el museo presentó una reordenación completa de las salas del siglo XIX, incorporando numerosas piezas de diseño antes almacenadas: carteles, muebles...
Obras destacadas:
Románico (siglos XI–XIII)
- Maestro de los Arcángeles — Frontal de los Arcángeles
- Maestro de Avià — Frontal de Avià de la Iglesia de Santa Maria de Aviá
- Maestro de Baltarga — Frontal de altar de Baltarga de la Iglesia de San Andrés de Baltarga
- Maestro del Juicio Final — Fragmento del muro occidental de Santa María de Tahull de la Santa María de Tahull
- Maestro de Pedret — Ábside lateral derecho de San Quirico de Pedret (fragmento) de San Quirico de Pedret
- Círculo de Pedret — Ábside de Santa Maria d'Àneu (fragmento) del Monasterio de Santa María de Aneu
- Maestro de Santa María de Tahull — Ábside central de Santa María de Tahull de la Santa María de Tahull
- Maestro de Soriguerola — Frontal de San Miguel
- Maestro de Tahull — Ábside de Sant Climent de Taüll de la Iglesia de San Clemente de Tahull
- Maestro de Urgel — Ábside de Sant Pere  de Seo de Urgel
- Taller de Ribagorza — Frontal de altar de Cardet, de la Iglesia de Santa María de Cardet
- Taller de Urgell — Frontal de la Seo de Urgel o de los Apóstoles
- Anónimo — Ábside de Sant Joan de Surp de Surp
- Anónimo — Altar de Tavèrnoles
- Anónimo — Baldaquino de Tost de Tost
- Anónimo — Frontal del altar de Sant Romà de Vila de Iglesia de Sant Romà de Vila
- Anónimo — Frontal de Durro de Iglesia de la Natividad de la Madre de Dios de Durro
- Anónimo — Frontal de Esquius de Esquius
- Anónimo — Majestad de Batlló — Zona de La Garrocha
- Anónimo — Pinturas de San Pedro de Arlanza de San Pedro de Arlanza
- Anónimo - Viga de la Pasión
- Anónimo - Virgen de Ger de la iglesia de Santa Coloma de Ger

Gótico (finales del siglo XIII–siglo XV)
- Maestro de la conquista de Mallorca — Pinturas murales de la conquista de Mallorca
- Atribuido a Guillem Seguer — Retablo de la Santísima Trinidad y del Corpus Christi
- Maestro de Baltimore — Anunciación y Epifanía
- Maestro de Estopiñán — Retablo de San Vicente
- Jaume Serra — Retablo de la Madre de Dios
- Pere Serra — Virgen de los Ángeles
- Atribuido a Gonçal Peris Sarrià — Retablo de Santa Bárbara
- Guerau Gener y Lluís Borrassà — Natividad y San Juan Evangelista
- Bernat Despuig y Jaume Cirera — Lucha entre ángeles y demonios
- Bernat Martorell — Retablo de San Vicente, Martirio de Santa Lucía
- Juan Rexach — Retablo de santa Úrsula y las once mil vírgenes
- Ramon de Mur — Virgen de la leche
- Jaume Huguet — San Jorge y la princesa, Consagración de San Agustín
- Lluís Dalmau — Virgen dels Consellers
- Jaume Ferrer Bassa — San Jerónimo, San Martín de Tours, San Sebastián y Calvario
- Bartolomé Bermejo — Resurrección y descenso de Jesús al Limbo
- Miguel Ximénez — San Juan Bautista, San Fabián y San Sebastián
- Fernando Gallego — Epifanía
- Antoine de Lonhy — Retablo de la Virgen, san Agustín y san Nicolás de Tolentino

Renacimiento y Barroco (siglos XV–XVIII)
- Lorenzo Monaco — La Virgen y el Niño entronizados con seis ángeles
- Fra Angélico — Virgen de la Humildad
- Antonio del Pollaiuolo - El emperador romano Galba, de perfil (bajorrelieve en mármol)
- Maestro de Fráncfort — Tríptico del Bautismo de Cristo
- Pedro Berruguete — San Gregorio Papa
- Ayne Bru — San Cándido
- Pere Nunyes — Retablo de San Eloy de los plateros
- Paolo de San Leocadio — Lamento sobre el cuerpo de Cristo muerto
- Tiziano Vecellio y taller — Mujer delante del espejo
- Lucas Cranach el Viejo — Pareja amorosa desigual
- Jacopo Bassano — Calvario
- Luis de Morales — Ecce homo
- Doménikos Theotokópoulos, llamado El Greco — San Pedro y San Pablo
- Giambattista Pittoni — Virgen con el Niño y santos
- Giambattista Pittoni — El descanso en la huida a Egipto (Pittoni)
- Jacopo Tintoretto — Retrato de caballero
- Annibale Carracci — Pinturas murales de la Capilla Herrera
- José de Ribera — Martirio de San Bartolomé
- Diego Velázquez — San Pablo
- Francisco Ribalta — Ramon Llull
- Francisco de Zurbarán — Inmaculada Concepción, San Francisco de Asís según la visión del papa Nicolás V, Bodegón con cacharros
- Pieter Paul Rubens — Virgen y el Niño con Santa Isabel y San Juanito
- Giovanni Antonio Canal, llamado Canaletto — Regreso del Bucentauro el día de la Ascensión
- Giandomenico Tiepolo — El minueto, El charlatán
- Salomon van Ruysdael — Veleros al lado de un pueblo
- Francisco de Goya — Alegoría del Amor: Cupido y Psique
- Jean-Honoré Fragonard — Jean-Claude Richard, l'abbé de Saint-Non, vestido a la española

Arte moderno (siglos XIX–XX)
- Luis Rigalt — Ruinas

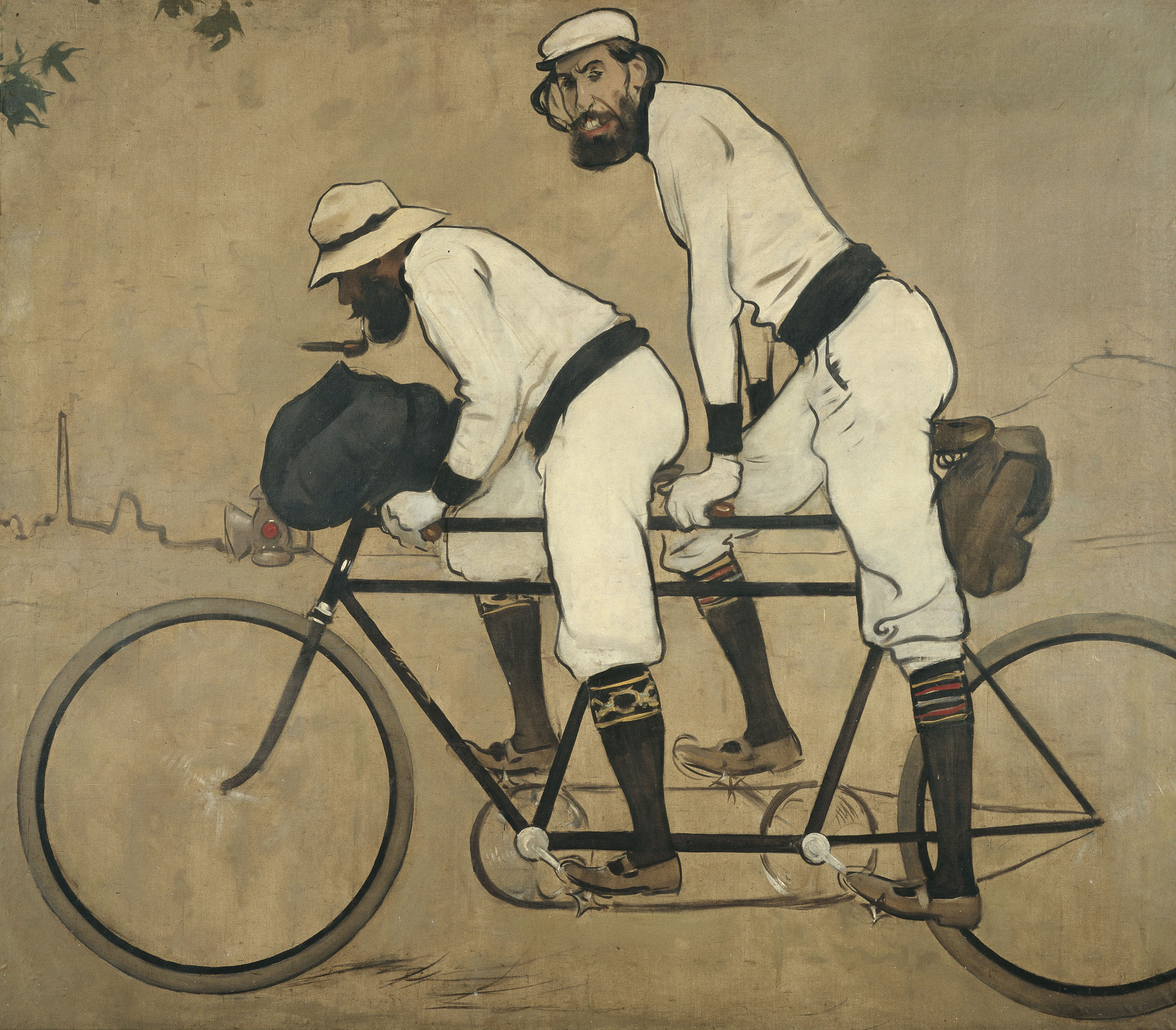
Ramon Casas y Pere Romeu en un tándem (1897), Ramon Casas. Una de las obras maestras del modernismo en el MNAC

- Mariano Fortuny — La batalla de Tetuán, La vicaría, La odalisca
- Ramón Martí Alsina — La siesta
- Modest Urgell — El toque de oración
- Joaquín Vayreda — El verano, La siega
- Alexandre de Riquer — Composición con ninfa alada ante la salida del sol
- Darío de Regoyos — El aguacero. Bahía de Santoña
- Santiago Rusiñol — Laboratorio de la Galette
- Juan Brull — Sueño
- Edvard Munch — Retrato de Thor Lütken
- Josep Llimona — Desconsuelo
- Ramón Casas — Interior al aire libre, Plein Air, Ramon Casas y Pere Romeu en un tándem
- Mariano Pidelaserra — Montañas desde el Montseny. Día despejado por la mañana
- Alfred Sisley — El recodo del Loing
- Ricard Canals — Café concierto, La toilette
- Hermen Anglada Camarasa — Granadina, Le paon blanc
- Joaquín Mir — La catedral de los pobres, Pueblo escalonado
- Isidro Nonell — Dos gitanas, La Paloma
- Joaquín Torres García — Mujeres de pueblo, Composición constructiva
- Joaquín Sunyer — Cala Forn
- José Gutiérrez Solana — Las coristas
- Josep de Togores — Muchachas catalanas
- Salvador Dalí — Retrato de mi padre
- Pablo Picasso — Mujer con sombrero y cuello de piel
- Antoni Tàpies — Marrón negruzco
- Antoni Gaudí - Confidente de la Casa Batlló
- Julio González - Naturaleza muerta II
- Remedios Varo - Accidentalidad de mujer
- Joan Miró - Mural para IBM

### Dibujos, grabados y carteles

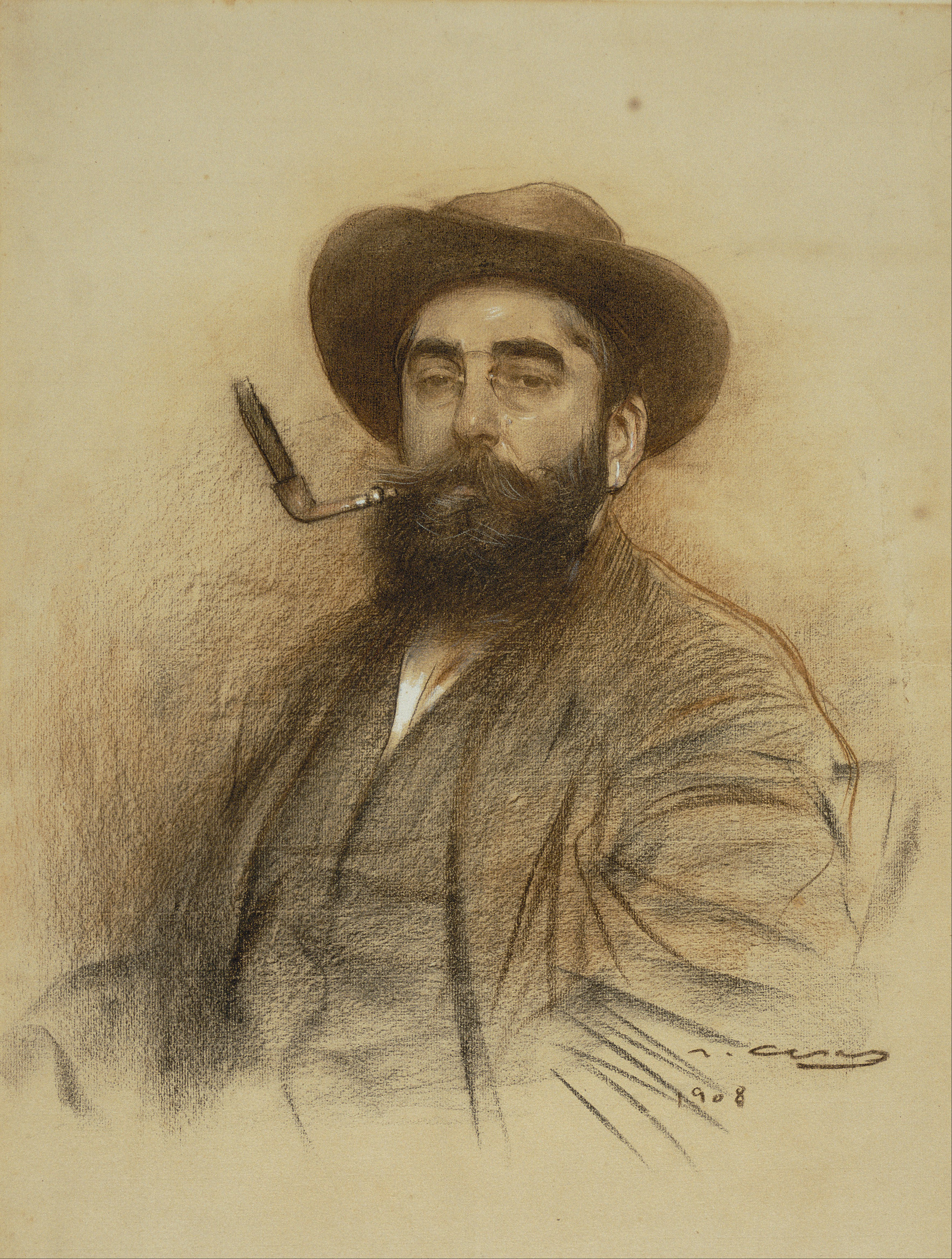
Autorretrato de Ramón Casas, parte de la donación del artista al MNAC, efectuada el año 1909

El Gabinete de Dibujos y Grabados cuenta con la colección más importante de arte en soporte papel de toda Cataluña, incluyendo obras catalanas desde finales del siglo XVII hasta la llegada de las vanguardias, con presencia también de autores internacionales desde Durero hasta Toulouse-Lautrec. Aunque el museo únicamente expone una pequeña muestra representativa de la colección, el MNAC tiene un fondo de casi 100 000 obras sumando grabados, dibujos y carteles.
Cabe destacar la colección formada por doscientos retratos originales de Ramón Casas de personajes coetáneos suyos, pertenecientes al mundo cultural, artístico, político, económico y social de Cataluña, del resto del Estado e incluso del extranjero. Ingresados en 1909 al Museo de Bellas Artes de Barcelona, después de haber estado expuestos en las Galerías del Faianç Català con motivo de la donación que hizo el artista, los dibujos constituyen una de las mejores colecciones iconográficas del Gabinete. Buena parte de esta obra, iniciada por Casas en 1897, se dio a conocer a través de las páginas de Pèl & Ploma, revista de la cual fueron cofundadores Miquel Utrillo y el propio Casas, y sobre todo a través de la exposición celebrada en 1899, con gran éxito, en la Sala Parés de Barcelona.

### Fotografía
La colección de fotografía dispone de más de 6000 ejemplares. Las obras más antiguas están datadas del siglo XIX, pero se pueden ver obras de diferentes movimientos como el pictorialismo, la nueva objetividad, el fotoperiodismo, hasta el neorrealismo y el periodo contemporáneo.
La colección se ha constituido, además de algunas adquisiciones propias, gracias a un conjunto de donaciones y depósitos de coleccionistas y de los propios artistas (Colita, Joan Fontcuberta, Pere Formiguera, Carles Fontserè, Emilio Godes, José Lladó, Oriol Maspons, Kim Manresa, Josep Masana, Otho Lloyd, Antonio Arissa, Josep Maria Casals Ariet...).
Entre las obras expuestas se encuentran algunas en depósito del Fondo de Arte de la Generalidad de Cataluña, con obras de Antoni Campañà, Pere Català Pic, Francesc Català Roca, Joan Colom, Manel Esclusa, Francesc Esteve i Soley entre otros, y obras también en depósito de la Agrupación Fotográfica de Cataluña, con fotos de Claudi Carbonell y Joan Porqueras. En mayo de 2012 el museo abrió una sala monográfica con 24 obras de Agustí Centelles y otra con una selección de fotógrafos del vanguardismo fotográfico catalán hasta la guerra civil española.

### Numismática
El Gabinete Numismático de Cataluña tiene la colección pública de numismática más grande de Cataluña. Conserva más de 134 000 piezas que muestran la evolución de los sistemas de pago, desde las primeras monedas acuñadas en Ampurias y Rosas del siglo VI a. C. hasta las tarjetas de plástico de la actualidad, pasando por una extensa colección de medallas y papel moneda emitido por los ayuntamientos catalanes durante la guerra civil española, formado por más de 2500 ejemplares de 485 poblaciones diferentes. En la exposición permanente se puede ver a través de 27 vitrinas la historia de la moneda en el territorio catalán. La formación de este fondo se empezó gracias a una donación de Josep Salat a la Junta de Comercio de Barcelona en los inicios del siglo XIX. Años más tarde, la Junta de Comercio dio este fondo al antiguo Museo Provincial de Antigüedades. Después de varios emplazamientos, se ubicó durante unos años en el Palacio de la Virreina de Barcelona, y finalmente en el MNAC.
Los fondos del gabinete se complementan con la biblioteca más importante de esta temática en España, con más de 6000 ejemplares que tratan diferentes aspectos de la numismática.

### Sala Sert
José María Sert (1874-1945) fue uno de los pintores muralistas más cotizados de su tiempo. Su pintura mural, artificiosa, sofisticada y envolvente, asimilaba la tradición de los grandes maestros venecianos. Basta recordar, entre muchas otras, sus pinturas murales para el Rockefeller Center o el Hotel Waldorf Astoria de Nueva York; la decoración de la Sociedad de Naciones de Ginebra, sin olvidar la catedral de Vich y numerosas mansiones de París, Buenos Aires, Venecia o Londres. Precisamente, en esta última ciudad en 1921, Sert se encargó de la decoración del salón de baile de la residencia de Sir Philip Sassoon, figura relevante del mundo político, cultural y financiero de la sociedad británica. Sert cubrió aquella estancia rectangular (de 85 m² y 6,5 m de altura) con paneles de madera pintados al óleo, en tonos negros y plateados, con un estilo que revive el ilusionismo barroco con connotaciones del art déco. La escena, titulada Caravanas de Oriente, incluye camellos gigantescos, palmeras con fuentes barrocas, ruinas de un templo griego y multitudes humanas que avanzan hacia una ciudad ideal. La obra se completaba en el techo, sobre el que pintó nubes y una abertura celeste. Muerto Sassoon en 1939, su residencia fue derruida. Los paneles, a excepción del techo, se salvaron y fueron adquiridos, después de diversas vicisitudes, por el ayuntamiento de Barcelona. Con motivo de la nueva instalación del MNAC se ha restituido el conjunto, previa restauración de las pinturas murales.

## Biblioteca

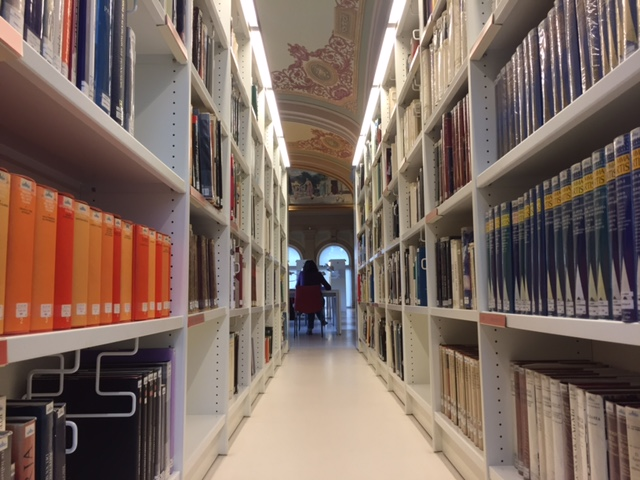
Biblioteca del MNAC

El Museo Nacional de Arte de Cataluña dispone de una biblioteca centenaria especializada en historia del arte, para un público profesional y para los aficionados a la historia del arte (investigadores, conservadores, estudiantes, docentes, críticos, coleccionistas o artistas...). Gracias a su amplio fondo bibliográfico, es un centro de referencia en relación con la investigación artística.
La biblioteca se ubicó en diferentes espacios de Barcelona con distintos nombres durante sus cien años de historia, hasta que el 16 de diciembre de 2004 se inauguró en su ubicación actual. Está ubicada en la primera planta del Palau Nacional, con vistas al Palacete Albéniz, en un espacio de gran luminosidad.
El fondo está formado por unos 105 000 documentos que tratan temas de arte, Museología, Conservación y Restauración, Fotografía, Numismática, Arqueología, Humanidades e Historia local. Entre estos documentos se pueden encontrar incunables y manuscritos. Del fondo de la Biblioteca, destaca la Historia del arte occidental desde la Alta Edad Media hasta a finales del siglo XX.

### Historia
Los primeros fondos de la biblioteca del Museo Nacional de Arte de Cataluña se reunieron durante la preparación de la Exposición Universal de 1888, con aportaciones de bibliotecas particulares de decimonónicos como Martorell Penya, Pellicer, Vidal i Quadras, Riquer, Cabot i Esteve y Nadal. En esos momentos se conocía como la Biblioteca Gráfica. Con los años se fueron incorporando fondos adquiridos mediante compra como aquellos provenientes de legados y donaciones.
Se abrió al público por primera vez en 1907 en el Antiguo Arsenal del Palacio de la Ciudadela, gracias a la creación de una comisión especial formada por Luis Nicolau d'Olwer y Jaume Bofill Mates, que se encargaba de velar por el mantenimiento y la consolidación de ésta. Se van organizando los fondos siguiendo el modelo del Institut Internationale de Bibliographie. Esta tarea fue realizada inicialmente por Josep Puig i Cadafalch y seguida por Joaquín Folch y Torres, nombrado primer bibliotecario del centro en 1913. Él dividió el fondo, de unas 2000 obras, entre la Biblioteca Especial d'Art dels Museus y el Repertori Gràfic.
En 1926 la biblioteca fue trasladada al Pabellón del Gobernador de la Ciudadela, y en 1933 al Pueblo Español. Durante la guerra, se custodió en la Casa Solà Morales de Olot. Una vez finalizada la guerra y hasta el 2004, la biblioteca pasó por diversas ubicaciones y amplió substancialmente sus fondos, hasta que se convirtió en un espacio de referencia.
Desde sus inicios la biblioteca realizó muchos intercambios con diferentes instituciones tanto nacionales como internacionales, sistema que sirvió de instrumento de consolidación del Museo.

### Fondos
Dentro de los amplios y especializados fondos en arte, la Biblioteca abarca, de manera específica, el arte occidental desde la Alta Edad Media hasta finales del siglo XX. En 2012 contaba con unos 105 000 documentos nacionales e internacionales en temas de arte, museología, conservación y restauración, fotografía, numismática, arqueología, humanidades e historia local. En estos fondos también se incluyen casi 3000 títulos de revistas, de los cuales 450 corresponden a revistas en curso de recepción.
La Biblioteca contiene piezas valiosas: libros de artista, manuscritos de artistas y teóricos de arte catalanes de los siglos XIX y XX, encuadernaciones que provienen principalmente de los legados Toda y Marçal de Carvajal, de la adquisición Riquer y un total de unos 4000 volúmenes sobre diversas materias, editados antes del año 1900, entre los cuales cabe destacar algunos incunables. Junto con estas obras, se conserva un importante fondo del período modernista, del noucentisme y de las vanguardias

### Archivos
Creado en 1995, el Archivo General del MNAC tiene el objectivo y la responsabilidad de gestionar los fondos documentales custodiados por la institución. Se divide entre archivos de gestión, archivo central, histórico y archivo de imagen y sonido.
En este archivo se guarda tanto la documentación generada por el mismo museo desde su creación, la de todas las instituciones que lo integran y de otras que están ligadas con el proceso de creación del museo (Junta de Museos, fondos personales...).

## Red de Museos de Arte

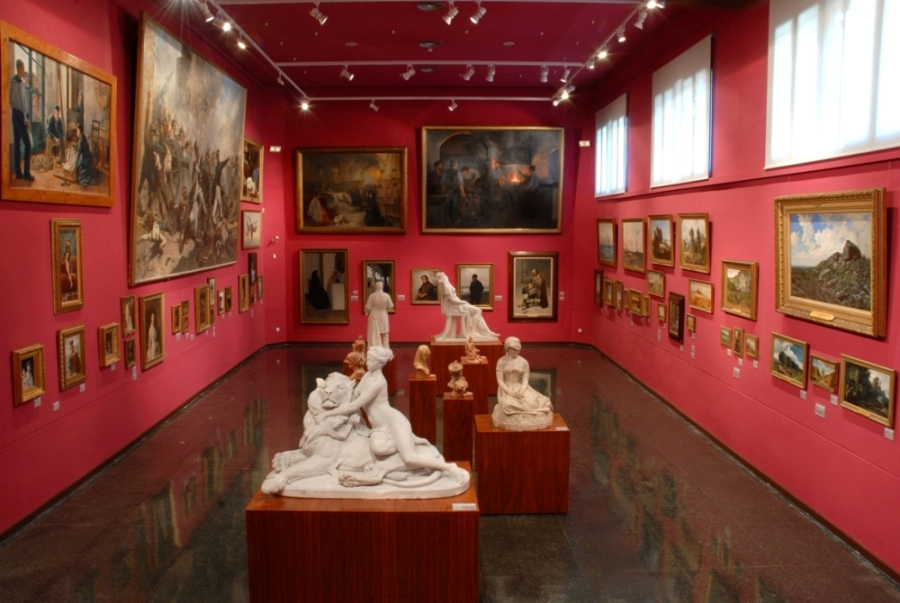
La pinacoteca de la Biblioteca Museo Víctor Balaguer

El Museo Nacional, como institución museística de referencia de Cataluña, impulsa una red que articula los museos de arte en una estrategia común de colaboración, por la puesta en valor y la difusión del patrimonio artístico catalán.
La Red de los museos de arte nace con el objetivo de desarrollar actividades, servicios y proyectos conjuntos para conseguir entre todos los museos que la conforman una mayor proyección social, turística y científica.
La Red de Museos de Arte está integrada por la Biblioteca Museo Víctor Balaguer, en Villanueva y Geltrú; el Museo de Arte de Gerona; el Museo Episcopal de Vich; Museo Diocesano y Comarcal de Solsona; el Museo Cau Ferrat, en Sitges; el Museo de la Garrocha, en Olot; el Museo de Arte Jaime Morera, de Lérida; el Museo de Lérida Diocesano y Comarcal; el Museo del Empordà, de Figueras; el Museo de Reus; el Museo de Valls; el Museo de Manresa y el Museo de Arte de Sabadell, el Museo Frederic Marès, en Barcelona; el Museo Abelló, en Mollet del Vallès; el Museo de Arte de Cerdanyola; Fundación Apel·les Fenosa; Museo del Diseño de Barcelona; Museo de Arte Contemporáneo de Barcelona y Fundación Palau.

## Centro de Restauración y Conservación Preventiva

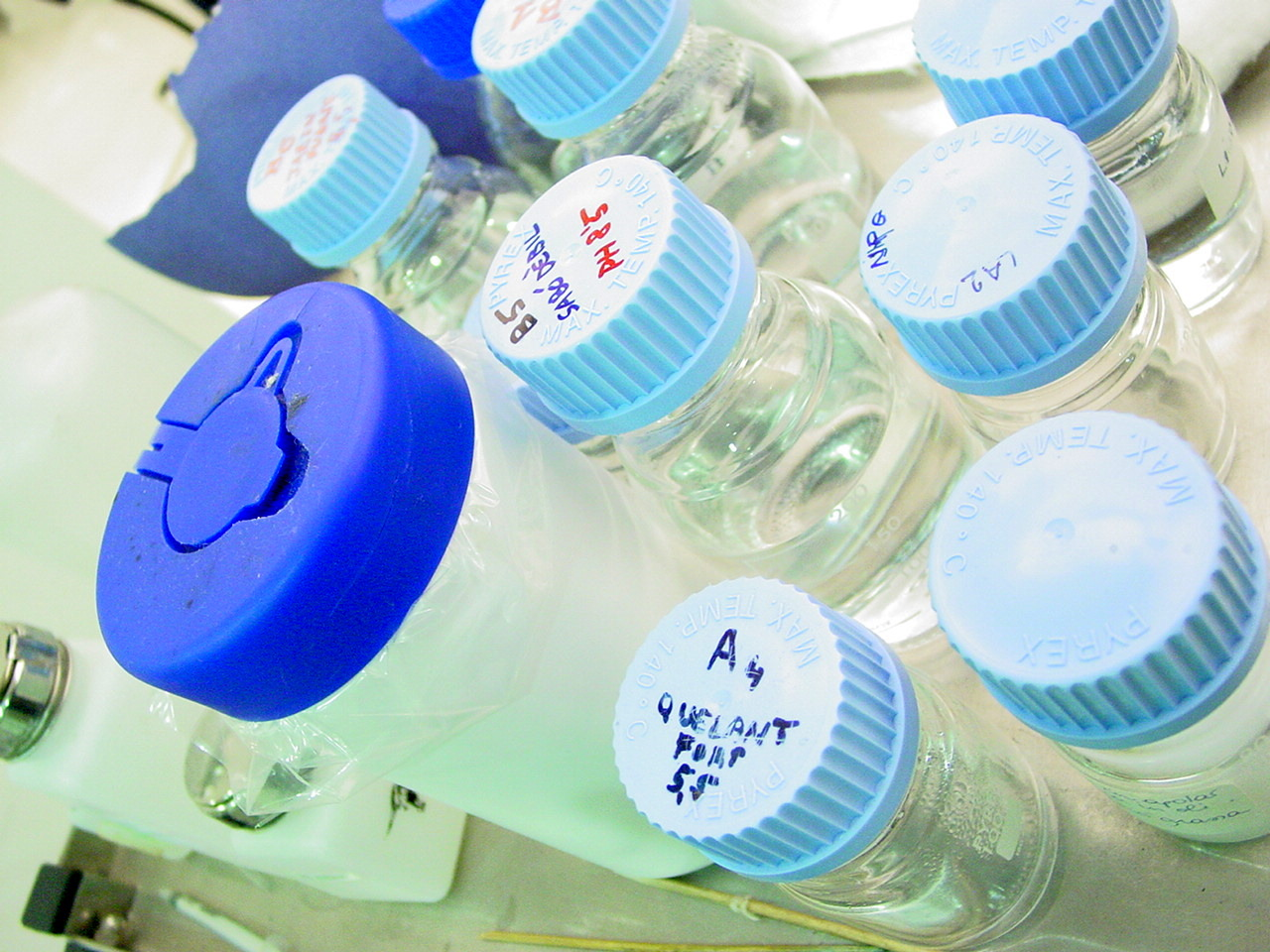
Tests de limpieza en el Centro de Restauración y Conservación preventiva del museo

El museo cuenta con un centro propio de conservación y restauración, encargado de velar por las mismas colecciones, tanto las expuestas como las almacenadas o depositadas en préstamo. Se encarga de analizar y estudiar las diferentes obras de la colección con el objetivo de facilitar información a los historiadores del arte que lo necesiten.
El Centro de Restauración y Conservación Preventiva tiene a su cargo la preservación de las colecciones del Museo Nacional. Vela por la integridad física de les piezas de las colecciones que conforman los fondos expuestos y las piezas almacenadas, depositadas o en préstamo, a la vez que retarda el máximo posible la velocidad de envejecimiento de los materiales que componen las obras de arte. El Centro estudia también los aspectos materiales y técnicos de las obras para ofrecer así asesoramiento científico y técnico a los historiadores del arte de los diferentes períodos, promoviendo el diálogo y los estudios interdisciplinarios.
Profesionales de diversas especialidades diagnostican las alteraciones y las patologías de los objetos, determinan las causas de degradación y se esfuerzan por eliminar los riesgos. En esto sentido, el objetivo es crear un entorno estable y conseguir las mejores condiciones de exposición, almacenaje, manipulación, transporte y embalaje. Se trata, pues, de minimizar la degradación de las obras con la ayuda de unas condiciones medioambientales adecuadas, los sistemas expositivos más apropiados, el control estricto de los movimientos de objetos y los tratamientos de restauración particularizados.
La mayor parte de las actuaciones que se llevan a cabo son de carácter preventivo, pero también se da importancia a la aplicación de tratamientos curativos y a las intervenciones de restauración. Estas últimas se sitúan en el ámbito de la mejora de la lectura estética de unas obras en las que a menudo han trabajado restauradores de muchas generaciones anteriores, con otros criterios distintos a los actuales. De todas maneras, no se pretende solo retornar al estado original de las obras, sino respetar el paso del tiempo y las aportaciones justificadas que ya forman parte de la historia de la restauración en Cataluña y de la pieza en concreto.
En este marco, conviene recordar que el Centro de Restauración y Conservación Preventiva del Museo Nacional es heredero de una profunda renovación que impulsó Joaquim Folch i Torres mientras era director del Museo de Arte de Cataluña, especialmente a partir de los años treinta, cuando la Junta de Museos envió a Manuel Grau Mas a formarse con Mauro Pelliccioli, director de los laboratorios de restauración de Milán, anexos a la Pinacoteca de Brera, que influyeron decisivamente en toda Europa en el ámbito de la restauración. El Centro de Restauración y Conservación Preventiva sigue trabajando actualmente para convertirse en un núcleo de referencia más allá del mismo Museo, tanto por la metodología de trabajo como por el rigor y por los criterios aplicados.
Cuenta con personal científico dedicado a las tareas de conservación preventiva y del laboratorio químico, y con un equipo de conservadores-restauradores especializados en diversas disciplinas, según la tipología de los fondos del Museo: restauración de pintura sobre tela y pintura mural traspasada; restauración de pintura sobre tabla, escultura de madera policromada y mobiliario; restauración de obra de arte sobre papel y fotografía, y restauración de materiales pétreos, metales y artes del fuego.

## Directores
Lista de los directores del Museo Nacional de Arte de Cataluña desde que fue fundado:
- 1934-1939: Joaquim M. Folch i Torres
- 1939-1948: Xavier de Salas
- 1948-1985: Joan Ainaud de Lasarte
- 1985-1985: Lluís Domènech
- 1985-1991: Joan Sureda
- 1991-1994: Xavier Barral
- 1994-2005: Eduard Carbonell
- 2006-2011: Maite Ocaña
- Desde 2012: Pepe Serra

## Patronato
El Patronato es el órgano máximo de gobierno del museo. Forman parte del mismo, además de los representantes de las administraciones consorciadas y de la dirección del museo, representantes de personas y entidades privadas que contribuyen a la consecución de los objetivos del Museo Nacional de Arte de Cataluña.

#### Presidente
- Joan Oliveras i Bagués[21]

#### Vicepresidentes
- Natàlia Garriga Ibáñez
- Jordi Martí Grau
- Víctor Francos Díaz

#### Vocales
Pere Almendra i Samaranch, Isak Andic, Jordi Carulla i Font, Marta Clari Padrós, Carles Colomer Casellas, Marta Domènech i Tomàs, Elisa Durán Montolio, Jordi Foz i Dalmau, María José Gálvez Salvador, Sònia Hernández Almodóvar, Francesc Xavier Marcé Carol, Joan Francesc Marco Conchillo, Rosa Martínez Delgado, Dolors Portús i Vinyeta, Pau Relat i Vidal, Elisa Ros Barbosa, Isaac Sastre de Diego, Ana Vallès Blasco, Rafael Villaseca Marco

#### Secretaria
- Anna Bernadàs y Mena

#### Director
- Pepe Serra Villalba

#### Administrador
- Víctor Magrans Julià